# Mouri Ogounbiyi
Mouritala Ola „Mouri“ Ogounbiyi (* 10. Oktober 1982 in Bohicon) ist ein beninischer ehemaliger Fußballspieler.

## Karriere

### Verein
Mouri Ogounbiyi begann seine Laufbahn als Fußballprofi in seinem Heimatland in der Spielzeit 1998 bei AS Dragons FC de l’Ouémé, wo er im Laufe des fünf Jahre dauernden ersten Engagements drei Meisterschaften im Championnat National du Benin feierte. Es folgten jeweils drei Saisons in Nigeria bei Enyimba FC bzw. in Tunesien bei Étoile Sportive du Sahel, wo er sich kumuliert je dreimal in der Meisterschaft und der CAF Champions League sowie jeweils einmal im Pokal durchsetzte. Seinen dritten nationalen Pokal holte er 2009 in Frankreich mit EA Guingamp. Die weiteren Spielzeiten dort sowie bei Olympique Nîmes und Paris FC blieben ohne Titel. 2017 kehrte Ogounbiyi nach Benin zurück – erst zum USS Kraké und dann für ein zweites Engagement zu AS Dragons FC de l’Ouémé, von wo er zu Buffles du Borgou FC wechselte.

### Nationalmannschaft
Ogounbiyi kam zwischen 1998 und 2019 für die A-Nationalmannschaft des Benin zum Einsatz. Insgesamt absolvierte er 47 Partien, in denen er sechs Tore erzielte.

## Erfolge

### International
- CAF Champions League (3): 2003, 2004, 2007
- CAF Super Cup (2): 2004, 2008

### National
- Beninischer Meister (3): 1998, 1999, 2002
- Nigerianischer Meister (2): 2003, 2005
- Nigerianischer Pokalsieger: 2005
- Tunesischer Meister: 2007
- Französischer Pokalsieger: 2009